# Nikolai (Alasca)
Nikolai é uma cidade localizada no estado americano de Alasca, no Distrito de Yukon-Koyukuk.

## Demografia
Segundo o censo americano de 2000, a sua população era de 100 habitantes.
Em 2006, foi estimada uma população de 88, um decréscimo de 12 (-12.0%).

## Geografia
De acordo com o United States Census Bureau, a localidade tem uma área de 12,6 km², dos quais 11,7 km² cobertos por terra e 0,9 km² cobertos por água.

## Localidades na vizinhança
O diagrama seguinte representa as localidades num raio de 144 km ao redor de Nikolai.